# تروي مكينتوش
تروي مكينتوش (بالإنجليزية: Troy McIntosh) هو عداء سريع باهاماسي، ولد في 29 مارس 1973.

## وصلات خارجية
- تروي مكينتوش على موقع الاتحاد الدولي لألعاب القوى (الإنجليزية)
- تروي مكينتوش على موقع اللجنة الأولمبية الدولية (الإنجليزية)
- تروي مكينتوش على موقع أوليمبيديا (الإنجليزية)
- تروي مكينتوش على موقع اتحاد ألعاب الكومنولث (مؤرشف) (الإنجليزية)